# Seznamy hvězd podle souhvězdí
Toto jsou seznamy hvězd podle souhvězdí.

## Seznam seznamů
| - Andromeda - Beran - Blíženci - Býk - Cefeus - Chameleon - Dalekohled - Delfín - Drak - Eridanus - Fénix - Had - Hadonoš - Havran - Herkules - Hodiny - Holubice - Honicí psi - Hydra - Indián - Jednorožec - Jeřáb | - Ještěrka - Jižní koruna - Jižní kříž - Jižní ryba - Jižní trojúhelník - Kasiopeja - Kentaur - Kompas - Koníček - Kozoroh - Kružítko - Labuť - Lev - Lištička - Lodní kýl - Lodní záď - Lyra - Létající ryba - Malíř - Malý lev - Malý medvěd - Malý pes | - Malý vodní had - Mečoun - Mikroskop - Moucha - Oktant - Oltář - Orel - Orion - Panna - Pastýř - Páv - Pec - Pegas - Perseus - Plachty - Pohár - Pravítko - Rajka - Rak - Ryby - Rydlo - Rys | - Severní koruna - Sextant - Sochař - Střelec - Síť - Šíp - Štír - Štít - Tabulová hora - Trojúhelník - Tukan - Váhy - Velká medvědice - Velký pes - Velryba - Vlasy Bereniky - Vlk - Vodnář - Vozka - Vývěva - Zajíc - Žirafa |

## Kritéria výběru
- hvězdy s magnitudou pod 6,50
- hvězdy s Bayerovým, Flamsteedovým nebo Gouldovým označením
- významné proměnné hvězdy (vzácné nebo jinak zajímavé, prototypy)
- nejbližší hvězdy
- hvězdy s planetami
- významné neutronové hvězdy, černé díry a jiné exotické hvězdné objekty